# Dupontia perlucida
Dupontia perlucida е вид коремоного от семейство Euconulidae. Видът е застрашен от изчезване.

## Разпространение
Разпространен е в Мавриций.